# Okki
Okki (oorspronkelijk een acroniem voor Onze Kleine Katholieke Illustratie) is een vierwekelijks jeugdtijdschrift gericht op kinderen van 6 en 7 jaar oud. Het werd als zelfstandig blad in eerste instantie uitgegeven door De Spaarnestad, vanaf 1966 door Malmberg en sinds 2009 door Blink Uitgevers.

## Geschiedenis

### Voorgeschiedenis
Het blad was feitelijk een voortzetting van twee eerdere bladen. Het Kleuterblaadje, dat al sinds 1916 verscheen, werd in 1941 opgeheven om na de Tweede Wereldoorlog weer een doorstart te maken. Daarnaast had de Katholieke Illustratie, een tijdschrift voor volwassenen, vanaf midden jaren 30 tot 1941 een kinderbijlage genaamd Onze Kleine Katholieke Illustratie, wat toen al vaak werd afgekort tot het acroniem Okki.

### Latere uitgevers
Vanaf 1953 werd Okki door Spaarnestad uitgegeven als zelfstandig educatief blad, dat was bedoeld voor de eerste en tweede klas van de lagere school. Okki had in zijn eerste jaren als zelfstandig blad nog een duidelijk katholieke achtergrond. Op veel van de omslagen waren christelijke figuren (zoals Maria en Jezus) afgebeeld, en elk nummer moest, voordat het ter perse ging, worden goedgekeurd door een bisschoppelijk censor. 
In de eerste jaren van Okki werkten onder anderen Piet Broos (vooral bekend van de gagstrip Ali Baba), Theo Funke Küpper en Willy Lohmann mee. Velen van hen hadden eerder al tekenwerk gedaan voor het Kleuterblaadje.
Ten gevolge van de ontkerkelijking en de ontzuiling en met de overname van het blad door Malmberg verdwenen geleidelijk de veelvuldige verwijzingen naar het katholieke geloof en veranderde het in een algemeen tijdschrift. In plaats van de veelal aan de Bijbel ontleende verhaaltjes met een moraliserende ondertoon kwam er nu veel ruimte voor komische stripjes. Het blad heeft wel altijd zijn educatieve karakter behouden, met oefeningen in algemene vaardigheden zoals lezen, schrijven, rekenen, puzzels oplossen en dergelijke.
In de jaren 70 publiceerde het blad onder meer werk van Joost Swarte, die toen in zijn beginjaren als tekenaar was. In 1984 ging het blad van een een- naar een tweewekelijkse uitgave, nadat het er even op leek dat Malmberg de uitgave helemaal zou stoppen (hetzelfde dreigde voor Taptoe dat eveneens een tweewekelijks blad werd, en voor Jippo dat inderdaad verdween). 
Vanaf 2009 verschijnen de jeugdbladen van Malmberg bij Blink Uitgevers.

## Diverse titelfiguren
In de loop der jaren heeft het blad minstens vier titelfiguren gehad. In de eerste jaren was dit het "mannetje in de Lolliestraat", later "Okki Bokki Boef" (een creatie van Patty Klein). Vanaf de jaren 80 deed Marjorie van Doorn veel van het tekenwerk voor Okki.  Omstreeks 1990 tekende ze een geel wezentje dat tot een onduidelijke diersoort behoort, en dit werd de nieuwe Okki. Sinds 2009, toen het blad bij Blink een complete restyling onderging, wordt de rol van Okki vervuld door een jonge astronaut die op allerlei verre planeten belandt.